# Judo na Letních olympijských hrách 2016 – muži – polostřední váha
Zápasy v judu na Letních olympijských hrách v Riu v kategorii polostředních vah mužů proběhly v hale Carioca Arena 2 v přilehlé části Ria de Janeira v Barra da Tijuca 9. srpna 2016.

## Finále
| finále              |                     |
| ------------------- | ------------------- |
| Travis Stevens      | Chasan Chalmurzajev |
| Chasan Chalmurzajev | Chasan Chalmurzajev |

## Opravy / O bronz
Poražení čtvrtfinalisté se utkávají mezi sebou v opravách. Vítězové oprav následně vyzvou poražené semifinalisty v boji o bronzovou medaili.
| opravy                 | o bronz             |                 |
| ---------------------- | ------------------- | --------------- |
| Matteo Marconcini      | Matteo Marconcini   | Sergiu Toma     |
| Ivajlo Ivanov          | Matteo Marconcini   | Sergiu Toma     |
|                        | Sergiu Toma         | Sergiu Toma     |
| Takanori Nagase        | Takanori Nagase     | Takanori Nagase |
| Antoine Valois-Fortier | Takanori Nagase     | Takanori Nagase |
|                        | Avtandil Črikišvili | Takanori Nagase |

## Pavouk
|   | 1/64              | 1/32                   | 1/16                   | čtvrtfinále            | semifinále          | finále              |
| - | ----------------- | ---------------------- | ---------------------- | ---------------------- | ------------------- | ------------------- |
| A | volný los         | Avtandil Črikišvili    | Avtandil Črikišvili    | Avtandil Črikišvili    | Avtandil Črikišvili | Travis Stevens      |
| A | volný los         | Avtandil Črikišvili    | Avtandil Črikišvili    | Avtandil Črikišvili    | Avtandil Črikišvili | Travis Stevens      |
| A | volný los         | Iván Silva             | Avtandil Črikišvili    | Avtandil Črikišvili    | Avtandil Črikišvili | Travis Stevens      |
| A | volný los         | Iván Silva             | Avtandil Črikišvili    | Avtandil Črikišvili    | Avtandil Črikišvili | Travis Stevens      |
| A | volný los         | Diego Turcios          | Diego Turcios          | Avtandil Črikišvili    | Avtandil Črikišvili | Travis Stevens      |
| A | volný los         | Diego Turcios          | Diego Turcios          | Avtandil Črikišvili    | Avtandil Črikišvili | Travis Stevens      |
| A | volný los         | Vedat Albayrak         | Diego Turcios          | Avtandil Črikišvili    | Avtandil Črikišvili | Travis Stevens      |
| A | volný los         | Vedat Albayrak         | Diego Turcios          | Avtandil Črikišvili    | Avtandil Črikišvili | Travis Stevens      |
| A | volný los         | Joachim Bottieau       | Matteo Marconcini      | Matteo Marconcini      | Avtandil Črikišvili | Travis Stevens      |
| A | volný los         | Joachim Bottieau       | Matteo Marconcini      | Matteo Marconcini      | Avtandil Črikišvili | Travis Stevens      |
| A | Matteo Marconcini | Matteo Marconcini      | Matteo Marconcini      | Matteo Marconcini      | Avtandil Črikišvili | Travis Stevens      |
| A | Kódó Nakano       | Matteo Marconcini      | Matteo Marconcini      | Matteo Marconcini      | Avtandil Črikišvili | Travis Stevens      |
| A | volný los         | Valeriu Duminica       | Valeriu Duminica       | Matteo Marconcini      | Avtandil Črikišvili | Travis Stevens      |
| A | volný los         | Valeriu Duminica       | Valeriu Duminica       | Matteo Marconcini      | Avtandil Črikišvili | Travis Stevens      |
| A | volný los         | Srđan Mrvaljević       | Valeriu Duminica       | Matteo Marconcini      | Avtandil Črikišvili | Travis Stevens      |
| A | volný los         | Srđan Mrvaljević       | Valeriu Duminica       | Matteo Marconcini      | Avtandil Črikišvili | Travis Stevens      |
| B | volný los         | Ivajlo Ivanov          | Ivajlo Ivanov          | Ivajlo Ivanov          | Travis Stevens      | Travis Stevens      |
| B | volný los         | Ivajlo Ivanov          | Ivajlo Ivanov          | Ivajlo Ivanov          | Travis Stevens      | Travis Stevens      |
| B | volný los         | Frank de Wit           | Ivajlo Ivanov          | Ivajlo Ivanov          | Travis Stevens      | Travis Stevens      |
| B | volný los         | Frank de Wit           | Ivajlo Ivanov          | Ivajlo Ivanov          | Travis Stevens      | Travis Stevens      |
| B | volný los         | Eoin Coughlan          | I Sung-su              | Ivajlo Ivanov          | Travis Stevens      | Travis Stevens      |
| B | volný los         | Eoin Coughlan          | I Sung-su              | Ivajlo Ivanov          | Travis Stevens      | Travis Stevens      |
| B | volný los         | I Sung-su              | I Sung-su              | Ivajlo Ivanov          | Travis Stevens      | Travis Stevens      |
| B | volný los         | I Sung-su              | I Sung-su              | Ivajlo Ivanov          | Travis Stevens      | Travis Stevens      |
| B | volný los         | Travis Stevens         | Travis Stevens         | Travis Stevens         | Travis Stevens      | Travis Stevens      |
| B | volný los         | Travis Stevens         | Travis Stevens         | Travis Stevens         | Travis Stevens      | Travis Stevens      |
| B | volný los         | Robin Pacek            | Travis Stevens         | Travis Stevens         | Travis Stevens      | Travis Stevens      |
| B | volný los         | Robin Pacek            | Travis Stevens         | Travis Stevens         | Travis Stevens      | Travis Stevens      |
| B | volný los         | Shahzodbek Sobirov     | Shahzodbek Sobirov     | Travis Stevens         | Travis Stevens      | Travis Stevens      |
| B | volný los         | Shahzodbek Sobirov     | Shahzodbek Sobirov     | Travis Stevens         | Travis Stevens      | Travis Stevens      |
| B | volný los         | Josateki Naulu         | Shahzodbek Sobirov     | Travis Stevens         | Travis Stevens      | Travis Stevens      |
| B | volný los         | Josateki Naulu         | Shahzodbek Sobirov     | Travis Stevens         | Travis Stevens      | Travis Stevens      |
| C | volný los         | Takanori Nagase        | Takanori Nagase        | Takanori Nagase        | Sergiu Toma         | Chasan Chalmurzajev |
| C | volný los         | Takanori Nagase        | Takanori Nagase        | Takanori Nagase        | Sergiu Toma         | Chasan Chalmurzajev |
| C | volný los         | László Csoknyai        | Takanori Nagase        | Takanori Nagase        | Sergiu Toma         | Chasan Chalmurzajev |
| C | volný los         | László Csoknyai        | Takanori Nagase        | Takanori Nagase        | Sergiu Toma         | Chasan Chalmurzajev |
| C | volný los         | Paul Kibikai           | Paul Kibikai           | Takanori Nagase        | Sergiu Toma         | Chasan Chalmurzajev |
| C | volný los         | Paul Kibikai           | Paul Kibikai           | Takanori Nagase        | Sergiu Toma         | Chasan Chalmurzajev |
| C | volný los         | Hussein Al-Aameri      | Paul Kibikai           | Takanori Nagase        | Sergiu Toma         | Chasan Chalmurzajev |
| C | volný los         | Hussein Al-Aameri      | Paul Kibikai           | Takanori Nagase        | Sergiu Toma         | Chasan Chalmurzajev |
| C | volný los         | Victor Penalber        | Victor Penalber        | Sergiu Toma            | Sergiu Toma         | Chasan Chalmurzajev |
| C | volný los         | Victor Penalber        | Victor Penalber        | Sergiu Toma            | Sergiu Toma         | Chasan Chalmurzajev |
| C | volný los         | Marlon August Acácio   | Victor Penalber        | Sergiu Toma            | Sergiu Toma         | Chasan Chalmurzajev |
| C | volný los         | Marlon August Acácio   | Victor Penalber        | Sergiu Toma            | Sergiu Toma         | Chasan Chalmurzajev |
| C | volný los         | Sven Maresch           | Sergiu Toma            | Sergiu Toma            | Sergiu Toma         | Chasan Chalmurzajev |
| C | volný los         | Sven Maresch           | Sergiu Toma            | Sergiu Toma            | Sergiu Toma         | Chasan Chalmurzajev |
| C | volný los         | Sergiu Toma            | Sergiu Toma            | Sergiu Toma            | Sergiu Toma         | Chasan Chalmurzajev |
| C | volný los         | Sergiu Toma            | Sergiu Toma            | Sergiu Toma            | Sergiu Toma         | Chasan Chalmurzajev |
| D | volný los         | Antoine Valois-Fortier | Antoine Valois-Fortier | Antoine Valois-Fortier | Chasan Chalmurzajev | Chasan Chalmurzajev |
| D | volný los         | Antoine Valois-Fortier | Antoine Valois-Fortier | Antoine Valois-Fortier | Chasan Chalmurzajev | Chasan Chalmurzajev |
| D | volný los         | Loïc Pietri            | Antoine Valois-Fortier | Antoine Valois-Fortier | Chasan Chalmurzajev | Chasan Chalmurzajev |
| D | volný los         | Loïc Pietri            | Antoine Valois-Fortier | Antoine Valois-Fortier | Chasan Chalmurzajev | Chasan Chalmurzajev |
| D | volný los         | Nacif Elias            | Emmanuel Lucenti       | Antoine Valois-Fortier | Chasan Chalmurzajev | Chasan Chalmurzajev |
| D | volný los         | Nacif Elias            | Emmanuel Lucenti       | Antoine Valois-Fortier | Chasan Chalmurzajev | Chasan Chalmurzajev |
| D | volný los         | Emmanuel Lucenti       | Emmanuel Lucenti       | Antoine Valois-Fortier | Chasan Chalmurzajev | Chasan Chalmurzajev |
| D | volný los         | Emmanuel Lucenti       | Emmanuel Lucenti       | Antoine Valois-Fortier | Chasan Chalmurzajev | Chasan Chalmurzajev |
| D | volný los         | Chasan Chalmurzajev    | Chasan Chalmurzajev    | Chasan Chalmurzajev    | Chasan Chalmurzajev | Chasan Chalmurzajev |
| D | volný los         | Chasan Chalmurzajev    | Chasan Chalmurzajev    | Chasan Chalmurzajev    | Chasan Chalmurzajev | Chasan Chalmurzajev |
| D | volný los         | Saeid Mollaei          | Chasan Chalmurzajev    | Chasan Chalmurzajev    | Chasan Chalmurzajev | Chasan Chalmurzajev |
| D | volný los         | Saeid Mollaei          | Chasan Chalmurzajev    | Chasan Chalmurzajev    | Chasan Chalmurzajev | Chasan Chalmurzajev |
| D | volný los         | Otgonbátaryn Úganbátar | Mohamed Abdelaal       | Chasan Chalmurzajev    | Chasan Chalmurzajev | Chasan Chalmurzajev |
| D | volný los         | Otgonbátaryn Úganbátar | Mohamed Abdelaal       | Chasan Chalmurzajev    | Chasan Chalmurzajev | Chasan Chalmurzajev |
| D | volný los         | Mohamed Abdelaal       | Mohamed Abdelaal       | Chasan Chalmurzajev    | Chasan Chalmurzajev | Chasan Chalmurzajev |
| D | volný los         | Mohamed Abdelaal       | Mohamed Abdelaal       | Chasan Chalmurzajev    | Chasan Chalmurzajev | Chasan Chalmurzajev |